# Coupe Eusébio
Pour les articles homonymes, voir Eusébio.
La Coupe Eusébio (ou Eusébio Cup) est un tournoi amical organisé par le SL Benfica tous les ans depuis 2008. Il est dédié à la légende du club Eusébio qui a participé à L'âge d'or du club de 1960 à 1975.
La coupe se dispute une ou 2 semaines avant le début de la saison régulière, habituellement au début du mois d'août ou à la fin du mois de juillet, à l'Estádio da Luz et au stade de l'Algarve pour l'édition 2018. Habituellement, il s'agit du premier match de la saison disputé par le SL Benfica.

## Format
La coupe, disputé entre le SL Benfica et le club invité, se joue sur une seule rencontre jouée à l'Estádio da Luz. En cas d'égalité à l'issue du temps réglementaire, aucune prolongation n'est jouée, les deux équipes se départageant alors aux tirs au but.

## Éditions

### Coupe Eusébio 2008
| 15 août 2008 19:45 GMT                                            | SL Benfica        | 0–0                                                                  | Inter Milan | Estádio da Luz, Lisbonne                      |
|                                                                   |                   |                                                                      |             | Spectateurs : 54 001 Arbitrage : Bruno Paixão |
| Aimar · Fellipe Bastos · Reyes · Nuno Gomes · David Luiz · Nélson | Tirs au but 4 – 5 | Maxwell · Balotelli · Stanković · Ibrahimović · Burdisso · Cambiasso |             |                                               |

### Coupe Eusébio 2009
| 8 août 2009 19:00 GMT                                                               | SL Benfica        | 1–1                                                                                       | AC Milan         | Estádio da Luz, Lisbonne                       |                                                |
|                                                                                     | Cardozo 58e       |                                                                                           | 87e (csc) Sidnei | Spectateurs : 62 342 Arbitrage : João Ferreira | Spectateurs : 62 342 Arbitrage : João Ferreira |
| Keirrison · Shaffer · Fábio Coentrão · R. Amorim · Weldon · Yebda · Patric · Sidnei | Tirs au but 5 – 4 | Pirlo · Ronaldinho · Jankulovski · Thiago Silva · Borriello · Pato · Zambrotta · Antonini |                  | Spectateurs : 62 342 Arbitrage : João Ferreira | Spectateurs : 62 342 Arbitrage : João Ferreira |

### Coupe Eusébio 2010
| 3 août 2010 19:45 GMT | SL Benfica | 0–1 | Tottenham Hotspur | Estádio da Luz, Lisbonne                       |                                                |
|                       |            |     | 55e Bale          | Spectateurs : 30 215 Arbitrage : Pedro Proença | Spectateurs : 30 215 Arbitrage : Pedro Proença |
|                       | Rapport    |     |                   | Spectateurs : 30 215 Arbitrage : Pedro Proença | Spectateurs : 30 215 Arbitrage : Pedro Proença |

### Coupe Eusébio 2011
| 6 août 2011 19:45 GMT | SL Benfica             | 2–1 | Arsenal FC     | Estádio da Luz, Lisbonne                      |                                               |
|                       | Aimar 49e · Nolito 60e |     | 34e Van Persie | Spectateurs : 40 833 Arbitrage : Duarte Gomes | Spectateurs : 40 833 Arbitrage : Duarte Gomes |
|                       | Rapport                |     |                | Spectateurs : 40 833 Arbitrage : Duarte Gomes | Spectateurs : 40 833 Arbitrage : Duarte Gomes |

### Coupe Eusébio 2012
| 27 juillet 2012 20:00 GMT | SL Benfica                                              | 5–2 | Real Madrid      | Estádio da Luz, Lisbonne                      |                                               |
|                           | J. García 4e · Witsel 22e · Pérez 53e 85e · Martins 58e |     | 18e 20e Callejón | Spectateurs : 35 476 Arbitrage : Bruno Paixão | Spectateurs : 35 476 Arbitrage : Bruno Paixão |
|                           | Rapport                                                 |     |                  | Spectateurs : 35 476 Arbitrage : Bruno Paixão | Spectateurs : 35 476 Arbitrage : Bruno Paixão |

### Coupe Eusébio 2013
| 3 août 2013 19:45 GMT | SL Benfica | 0–2 | São Paulo FC                   | Estádio da Luz, Lisbonne                      |                                               |
|                       |            |     | 53e Aloísio · 63e Rafael Tolói | Spectateurs : 30 638 Arbitrage : Duarte Gomes | Spectateurs : 30 638 Arbitrage : Duarte Gomes |
|                       | Rapport    |     |                                | Spectateurs : 30 638 Arbitrage : Duarte Gomes | Spectateurs : 30 638 Arbitrage : Duarte Gomes |

### Coupe Eusébio 2014
| 26 juillet 2014 19:45 GMT | SL Benfica | 0−1 | Ajax Amsterdam | Estádio da Luz, Lisbonne                     |                                              |
|                           |            |     | 41e Kishna     | Spectateurs : 25 240 Arbitrage : Hugo Miguel | Spectateurs : 25 240 Arbitrage : Hugo Miguel |
|                           | Rapport    |     |                | Spectateurs : 25 240 Arbitrage : Hugo Miguel | Spectateurs : 25 240 Arbitrage : Hugo Miguel |

### Coupe Eusébio 2015
| 3 août 2015 4:00 GMT | CF Monterrey                              | 3-0 | SL Benfica | Estadio BBVA Bancomer, Monterrey                  |                                                   |
|                      | Ramirez 49e · Funes Mori 58e · Rivera 81e |     |            | Spectateurs : 51 000 Arbitrage : Francisco Chacón | Spectateurs : 51 000 Arbitrage : Francisco Chacón |
|                      | Rapport                                   |     |            | Spectateurs : 51 000 Arbitrage : Francisco Chacón | Spectateurs : 51 000 Arbitrage : Francisco Chacón |

### Coupe Eusébio 2016
| 27 juillet 2016 19:45 GMT                             | SL Benfica        | 1–1                                                           | Torino     | Estádio da Luz, Lisbonne                         |                                                  |
|                                                       | Vives 12e (csc)   |                                                               | 32e Ljajić | Spectateurs : 45 818 Arbitrage : Fábio Veríssimo | Spectateurs : 45 818 Arbitrage : Fábio Veríssimo |
| Raúl · Jonass · Grimaldo · Samaris · Pizzi · Lindelöf | Tirs au but 5 – 6 | Baselli · Aramu · Boyé · Martinez · Maxi Lopez · Gastón Silva |            | Spectateurs : 45 818 Arbitrage : Fábio Veríssimo | Spectateurs : 45 818 Arbitrage : Fábio Veríssimo |

### Coupe Eusébio 2018
| 1 août 2018 21:00 GMT | SL Benfica                    | 2-3 | Olympique lyonnais                     | Estádio Algarve, Faro-Loulé                      |                                                  |
|                       | Pizzi 59e · Marcelo 64e (csc) |     | 40e Marcelo · 45e Traoré · 83e Terrier | Spectateurs : 17 510 Arbitrage : Hélder Malheiro | Spectateurs : 17 510 Arbitrage : Hélder Malheiro |

### Coupe Eusébio 2022
| 26 juillet 2022 20:00 GMT | SL Benfica                            | 3-2 | Newcastle United | Estádio da Luz, Lisbonne                      |                                               |
|                           | Ramos 15e · Grimaldo 32e · Araújo 89e |     | 22e 44e Almirón  | Spectateurs : 49 081 Arbitrage : Nuno Almeida | Spectateurs : 49 081 Arbitrage : Nuno Almeida |
|                           | Rapport                               |     |                  | Spectateurs : 49 081 Arbitrage : Nuno Almeida | Spectateurs : 49 081 Arbitrage : Nuno Almeida |

### Coupe Eusébio 2024
| 28 juillet 2024 20:00 GMT | SL Benfica                                                         | 5−0 | Feyenoord Rotterdam | Estádio da Luz, Lisbonne                      |                                               |
|                           | Gianluca Prestianni 9e · Pavlidis 13e 15e · Beste 18e · Cabral 89e |     |                     | Spectateurs : 54 317 Arbitrage : Luís Godinho | Spectateurs : 54 317 Arbitrage : Luís Godinho |
|                           | Rapport                                                            |     |                     | Spectateurs : 54 317 Arbitrage : Luís Godinho | Spectateurs : 54 317 Arbitrage : Luís Godinho |

## Palmarès
| Edition | Vainqueur          | Score         | Finaliste           | Lieu                             |
| ------- | ------------------ | ------------- | ------------------- | -------------------------------- |
| 2008    | Inter Milan        | 0 - 0 (5 - 4) | SL Benfica          | Estadio da Luz, Lisbonne         |
| 2009    | SL Benfica         | 1 - 1 (5 - 4) | Milan AC            | Estadio da Luz, Lisbonne         |
| 2010    | Tottenham Hotspur  | 1 - 0         | Benfica             | Estadio da Luz, Lisbonne         |
| 2011    | SL Benfica         | 2 - 1         | Arsenal             | Estadio da Luz, Lisbonne         |
| 2012    | SL Benfica         | 5 - 2         | Real Madrid         | Estadio da Luz, Lisbonne         |
| 2013    | São Paulo FC       | 2 - 0         | SL Benfica          | Estadio da Luz, Lisbonne         |
| 2014    | Ajax Amsterdam     | 1 - 0         | SL Benfica          | Estadio da Luz, Lisbonne         |
| 2015    | CF Monterrey       | 3 - 0         | SL Benfica          | Estadio BBVA Bancomer, Monterrey |
| 2016    | Torino FC          | 1 - 1 (6 - 5) | SL Benfica          | Estadio da Luz, Lisbonne         |
| 2018    | Olympique Lyonnais | 3 - 2         | SL Benfica          | Estadio Algarve, Faro            |
| 2022    | SL Benfica         | 3 - 2         | Newcastle United    | Estadio da Luz, Lisbonne         |
| 2024    | SL Benfica         | 5 - 0         | Feyenoord Rotterdam | Estadio da Luz, Lisbonne         |
| 2025    | SL Benfica         | 3 - 2         | Fenerbahçe SK       | Estadio da Luz, Lisbonne         |

## Bilan par club
| Club                                                                                             | Vainqueur | Finaliste |
| SL Benfica                                                                                       | 6         | 7         |
| Inter Milan Torino São Paulo FC Tottenham Hotspur Ajax Amsterdam CF Monterrey Olympique lyonnais | 1         | 0         |
| AC Milan Arsenal FC Real Madrid Newcastle United Feyenoord Rotterdam Fenerbahçe SK               | 0         | 1         |